# Мурас-Спорт
«Мурас-Спорт» — ныне не существующий киргизский футбольный клуб, представлявший Бишкек. Являлся фарм-клубом «Дордоя». В 2006 году выступал в Высшей лиге Кыргызстана.

## История
Основан не позднее 2006 года. Являлся фарм-клубом неоднократного чемпиона Кыргызстана «Дордой-Динамо». Команда состояла из молодых футболистов 1987-1988 годов рождения.
В чемпионате Кыргызстана 2006 года «Мурас-Спорт» стартовал в северной зоне Высшей лиги, где на предварительном этапе занял 3-е место среди 5 команд, опередив другого дебютанта — бишкекский «Шер» и юношескую сборную Кыргызстана (1989-1990 г.р.).
В финальном этапе клуб выступил не слишком удачно, набрав только 7 очков в 10 матчах, но за счёт двух побед над «Шером» и ничьей с ошским «Алаем» «Мурас-Спорту» удалось опередить этих соперников и занять 4-е место среди 6 команд.
По окончании сезона-2006 клуб был расформирован. Часть футболистов осталась в системе «Дордоя», остальные разошлись по другим командам Высшей лиги. Преемником «Мурас-Спорта» в качестве фарм-клуба «Дордоя» стал «Дордой-Плаза», однако об их юридической правопреемственности сведений нет.

## Таблица выступлений
| Год  | Лига                  | Место  | И  | В | Н | П | Мячи  | Бомбардир             | Кубок         |
| ---- | --------------------- | ------ | -- | - | - | - | ----- | --------------------- | ------------- |
| 2006 | Высшая (зона «Север») | 3 из 5 | 16 | 7 | 1 | 8 | 26-31 | Владимир Верёвкин — 8 | не участвовал |
| 2006 | Высшая (Финал)        | 4 из 6 | 10 | 2 | 1 | 7 | 10-29 | Владимир Верёвкин — 8 | не участвовал |

## Известные игроки
- Фарух Абитов
- Роман Аблакимов
- Максим Агапов
- Ильдар Амиров
- Владимир Верёвкин
- Антон Землянухин
- Семён Каханчук
- Артём Муладжанов
- Мирлан Мурзаев
- Павел Сидоренко